# Jennifer Rodriguez
Jennifer Rodriguez, född den 8 juni 1976 i Miami, Florida, är en amerikansk skridskoåkare.
Hon tog OS-brons på damernas 1 000 meter och även OS-brons på damernas 1 500 meter i samband med de olympiska skridskotävlingarna 2002 i Salt Lake City.